# Krishna Kumarsinhji Bhavsinhji
Krishna Kumarsinhji Bhavsinhji (Bhavnagar, 19 maggio 1912 – Bhavnagar, 2 aprile 1965) è stato un principe e politico indiano.
Fu Maharaja Bahadur di Bhavnagar dal 1919 al 1948. Fu poi governatore di Madras dal 1948 al 1952.

## Biografia

### I primi anni
Krishna Kumarsinhji Bhavsinhji nacque a Bhavnagar il 19 maggio 1912, figlio primogenito ed erede del maharaja Bhavsinhji II di Bhavnagar. Kumarsinhji successe a suo padre alla morte di questi nel 1919, ma avendo solo sette anni fu sottoposto a reggenza sino al 1931. Studiò al Rajkumar College di Rajkot, come suo padre e suo nonno primo di lui.

### Regno
Kumarsinhji continuò le riforme progressiste di suo padre e suo nonno, riformando il metodo di tassazione nel regno, introducendo i consigli dei villaggi ed un parlamento, la Dharasabha. Per questi meriti nel 1938 ottenne la croce di cavaliere commendatore dell'Ordine della Stella d'India; pur conservando la propria fedeltà agli inglesi, si schierò da subito con l'Indian independence quando questo si affacciò alla scena politica indiana. Con l'indipendenza nel 1947, Kumarsinhji fu tra i primi monarchi a voler entrare col suo stato nel Dominion of India. Bhavnagar venne unito al Kathiawad nel 1948.
Nel 1932 fondò il Maharaja Shri Bhavsinhji Polytechnic Institute, che iniziò a funzionare solo nel 1949 a guerra conclusa.

### Ultimi anni
Nel 1948 collaborò col governo indiano come Rajpramukh dello Stato Unito del Kathiawar per un breve periodo. Sempre nel 1948, Kumarsinhji divenne il primo governatore di Madras di stirpe indiana, rimanendo in servizio sino al 1952. In quello stesso anno divenne commodoro onorario della marina indiana. Dal 1948 al 1952, Kumarsinhji prestò servizio come presidente della Shree Nandkunverba Kshatriya Kanya Vidhyalaya e vicepatrono dell'United Service Institution of India. Krishna Kumarsinhji Bhavsinhji morì a Bhavnagar il 2 aprile 1965, all'età di 52 anni e dopo 46 anni di regno. Gli successe come maharaja titolare il figlio primogenito, Virbhadrasinhji Krishna Kumarsinhji.

## Matrimonio e figli
Nel 1931, Kumarsinhji sposò Vijayabakunverba Sahiba (19 giugno 1910 – 6 ottobre 1990), figlia del maharaja Bhojirajsinhji di Gondal. La coppia ebbe due figli e tre figlie:
1. Virbhadra Sinh Gohil (14 marzo 1932 – 26 luglio 1994), successe al padre come maharaja titolare di Bhavnagar
2. Shivbhadra Sinh Gohel (n. 23 dicembre 1933)
3. Hansa Kunverba Sahiba (n. 25 luglio 1941), sposò il rajmata titolare di Ajaygarh
4. Dilhar Kunverba Sahiba (n. 19 novembre 1942), sposò il maharaja titolare di Panna
5. Rohini Devi Sahiba (n. 8 ottobre 1945), sposò il maharaja titolare di Kutch

## Onorificenze

### Posizioni militari onorarie
| Forza militare      | Unità           | Posizione  | Anno |
| ------------------- | --------------- | ---------- | ---- |
| British Indian Army | Esercito        | Colonnello | 1946 |
| Royal Indian Navy   | Marina militare | Commodoro  | 1948 |